# Lunenburg (Vermont)
Pour les articles homonymes, voir Lunenburg.
Lunenburg est une ville américaine située dans le Comté d'Essex, dans le Vermont. Selon le recensement de 2020, sa population est de 1 246 habitants.